# Liste der Baudenkmale in Neubörger
In der Liste der Baudenkmale in Neubörger sind alle Baudenkmale der niedersächsischen Gemeinde Neubörger aufgelistet. Die Quelle der Baudenkmale ist der Denkmalatlas Niedersachsen. Der Stand der Liste ist der 13. Dezember 2020.

## Allgemein
In den Spalten befinden sich folgende Informationen:
- Lage: die Adresse des Baudenkmales und die geographischen Koordinaten. Kartenansicht, um Koordinaten zu setzen. In der Kartenansicht sind Baudenkmale ohne Koordinaten mit einem roten Marker dargestellt und können in der Karte gesetzt werden. Baudenkmale ohne Bild sind mit einem blauen Marker gekennzeichnet, Baudenkmale mit Bild mit einem grünen Marker.
- Bezeichnung: Bezeichnung des Baudenkmales
- Beschreibung: die Beschreibung des Baudenkmales. Unter § 3 Abs. 2 NDSchG werden Einzeldenkmale und unter § 3 Abs. 3 NDSchG Gruppen baulicher Anlagen und deren Bestandteile ausgewiesen.
- ID: die Objekt-ID des Baudenkmales
- Bild: ein Bild des Baudenkmales, ggf. zusätzlich mit einem Link zu weiteren Fotos des Baudenkmals im Medienarchiv Wikimedia Commons. Wenn man auf das Kamerasymbol klickt, können Fotos zu Baudenkmalen aus dieser Liste hochgeladen werden:

### Einzelbaudenkmale
| Lage                                    | Bezeichnung    | Beschreibung | ID       | Bild |
| --------------------------------------- | -------------- | --- | -------- | ---- |
| Hauptstraße 52° 57′ 19″ N, 7° 26′ 57″ O | Kirche         | Die Herz-Jesu-Kirche ist ein einschiffiger Backsteinbau in neogotischem Stil mit Querhaus, vorgelagertem quadratischen Westturm und polygonalem Chorabschluss. Das Gebäude ist mit Schieferdächern und Maßwerkfenstern aus Sandstein ausgestattet. Der Ostteil (Chor und Querschiff) entstand 1885 bis 1887 nach Entwurf des Architekten B. Schmitz aus Lathen. 1898 bis 1899 folgten die Verlängerung des Langhauses und die Errichtung des Westturms mit Portal durch Alexander Behnes. | 35931715 |      |
| Hauptstraße 52° 57′ 28″ N, 7° 26′ 57″ O | Kriegerdenkmal | | 5931693  | BW   |
| Hauptstraße 52° 57′ 29″ N, 7° 26′ 50″ O | Kriegerdenkmal | | 35931693 | BW   |